# Rougnat
Rougnat ist eine Gemeinde im Zentralmassiv in Frankreich. Sie gehört zur Region Nouvelle-Aquitaine, zum Département Creuse, zum Arrondissement Aubusson und zum Kanton Auzances.

## Geografie
Die vormalige Route nationale 696 und heutige Départementsstraße D996 führt über Rougnat. Die angrenzenden Gemeinden sind Reterre im Nordwesten, Fontanières im Norden, Charron, Auzances und Le Compas im Süden, Bussière-Nouvelle im Südwesten und Arfeuille-Châtain im Westen. Die Ortschaft wird im Westen vom Fluss Chat Cros tangiert, im Osten vom Cher. Dieser nimmt den Bach auf, der den größten See in der Gemeindegemarkung, den Étang du Crouzet, durchfließt.

## Bevölkerungsentwicklung
| Jahr      | 1962 | 1968 | 1975 | 1982 | 1990 | 1999 | 2008 | 2012 |
| --------- | ---- | ---- | ---- | ---- | ---- | ---- | ---- | ---- |
| Einwohner | 896  | 856  | 764  | 676  | 631  | 541  | 556  | 524  |

## Sehenswürdigkeiten
- Kirche Saint-Laurent, Monument historique

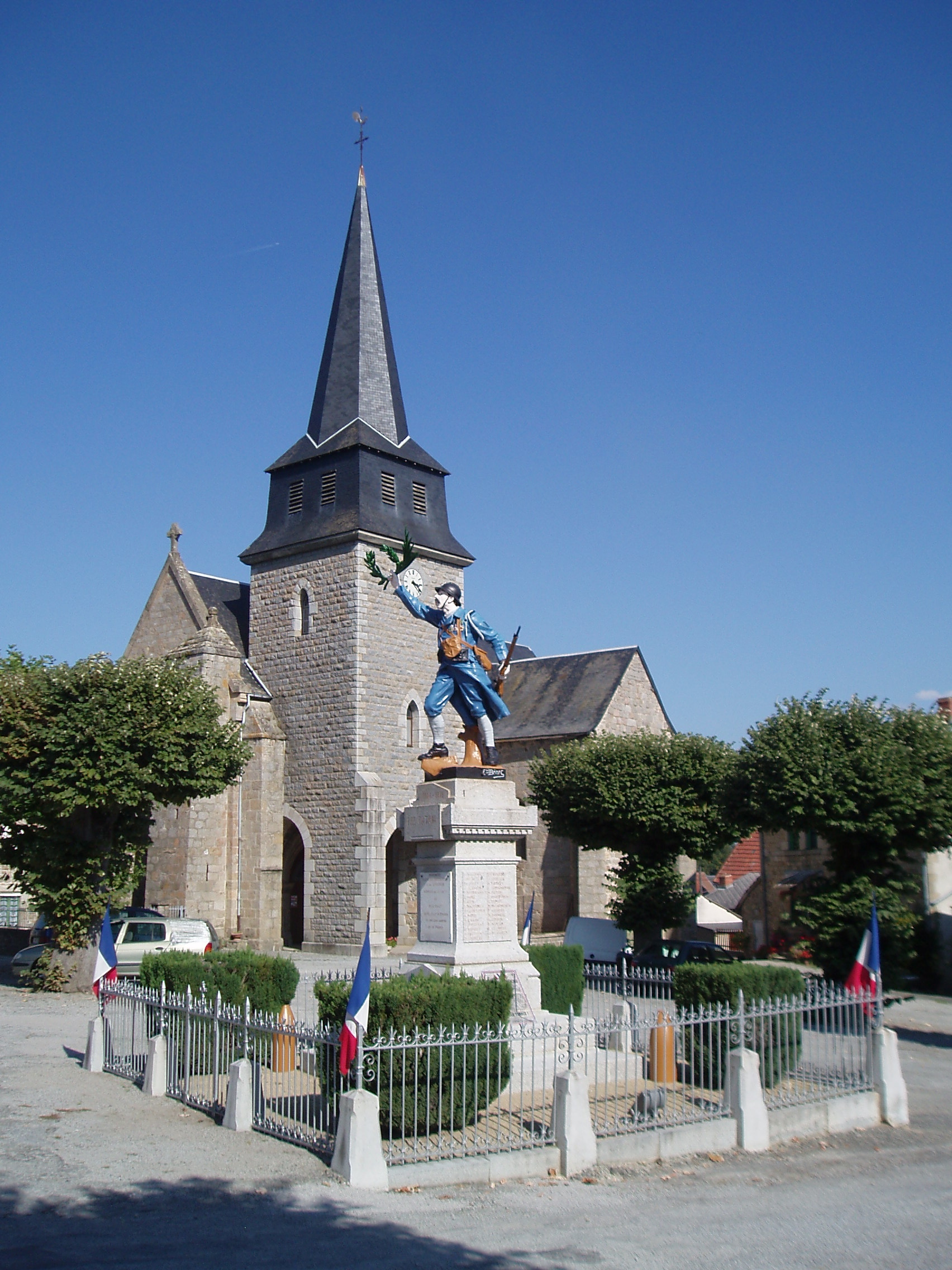
Kirche Saint-Laurent
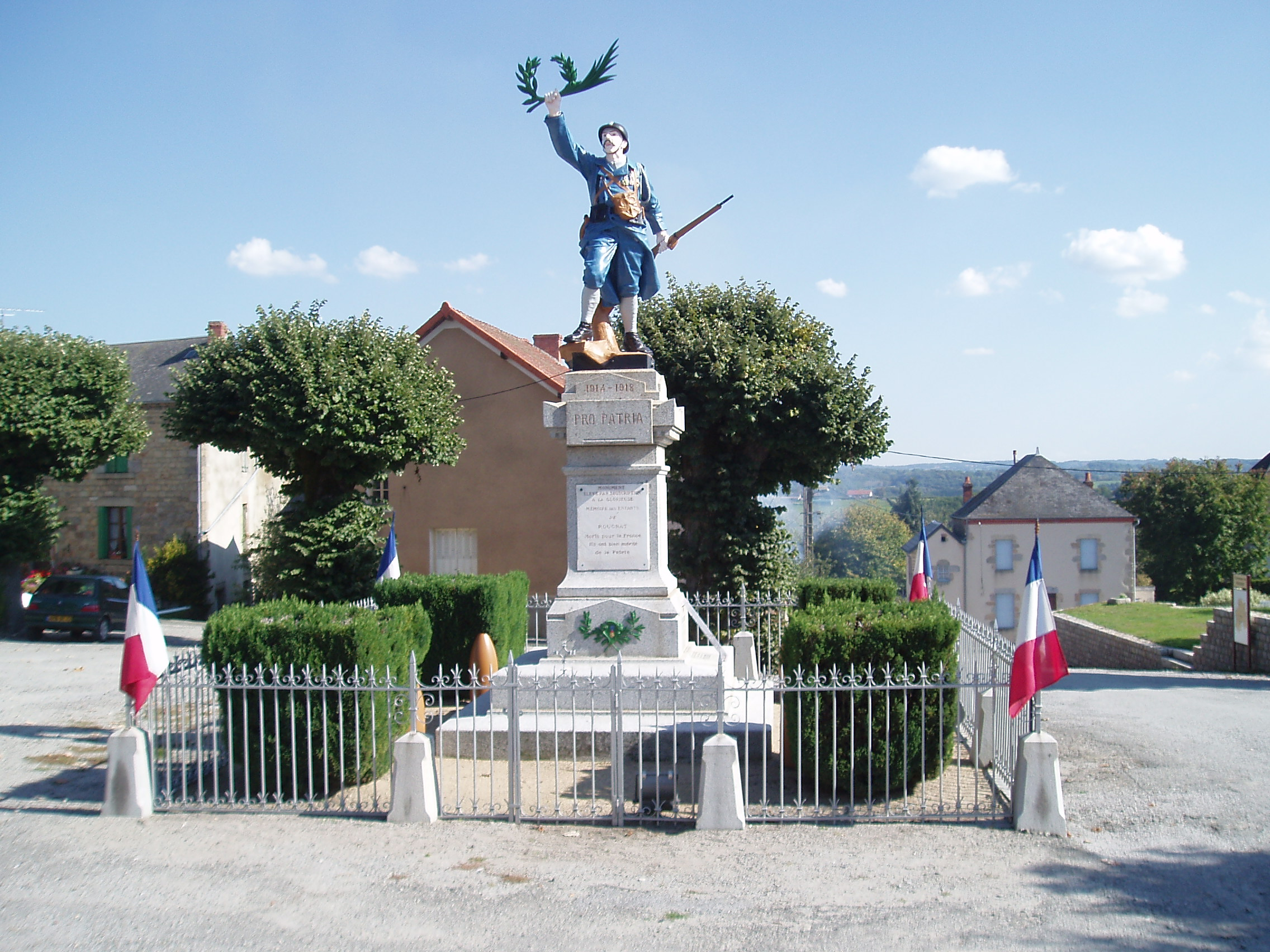
Kriegerdenkmal